# Liste der Biografien/Dane
Liste der Biografien |
Portal Biografien |
Personensuche
# |
A |
B |
C |
D |
E |
F |
G |
H |
I |
J |
K |
L |
M |
N |
O |
P |
Q |
R |
S |
T |
U |
V |
W |
X |
Y |
Z |
?
 
Da |
Db |
Dc |
Dd |
De |
Dg |
Dh |
Di |
Dj |
Dk |
Dl |
Dm |
Dn |
Do |
Dq |
Dr |
Ds |
Du |
Dv |
Dw |
Dy |
Dz
 
Daa |
Dab |
Dac |
Dad |
Dae |
Daf |
Dag |
Dah |
Dai |
Daj |
Dak |
Dal |
Dam |
Dan |
Dao |
Dap |
Daq |
Dar |
Das |
Dat |
Dau |
Dav |
Daw |
Dax |
Day |
Daz
 
Dana |
Danb |
Danc |
Dand |
Dane |
Danf |
Dang |
Danh |
Dani |
Danj |
Dank |
Danl |
Dann |
Dano |
Danq |
Danr |
Dans |
Dant |
Danu |
Danv |
Danw |
Dany |
Danz
Die Liste der Biografien führt alle Personen auf, die in der deutschsprachigen Wikipedia einen Artikel haben. Dieses ist eine Teilliste mit 82 Einträgen von Personen, deren Namen mit den Buchstaben „Dane“ beginnt.

## Dane
- Dane, Barbara (1927–2024), amerikanische Musikerin, Musikproduzentin und Aktivistin
- Dane, Clemence (1888–1965), britische Drehbuchautorin und Schriftstellerin
- Dane, Cornelius (1956–2004), deutscher Schauspieler
- Dane, Elisabeth (1903–1984), deutsche Biochemikerin
- Dane, Eric (* 1972), US-amerikanischer SchauspielerEric Dane (* 1972)

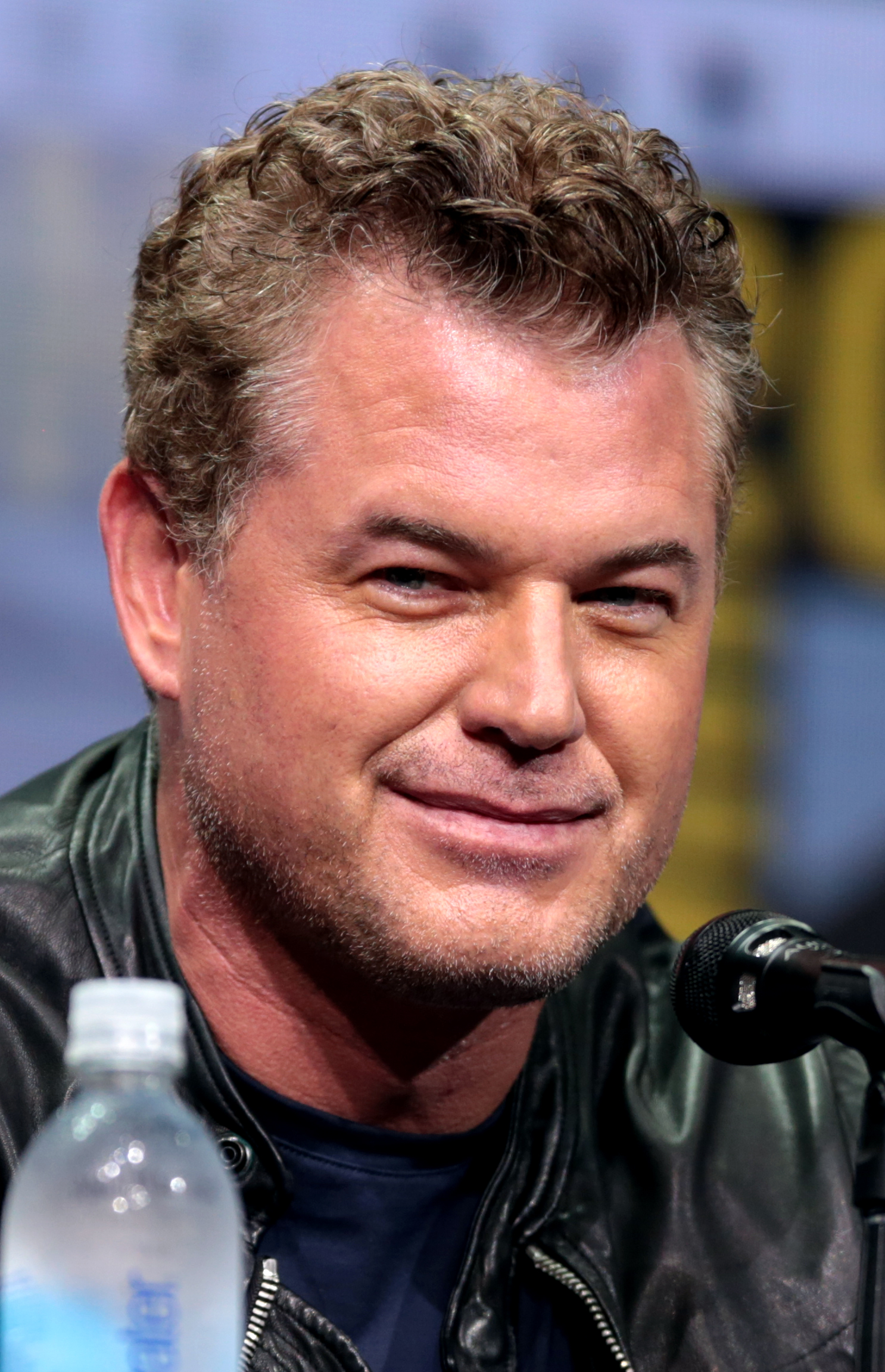
Eric Dane (* 1972)

- Dane, Gerhard (* 1942), deutscher römisch-katholischer Geistlicher, Schriftsteller
- Dane, Joseph (1778–1858), US-amerikanischer Politiker
- Dane, Joseph (1813–1882), deutscher Jurist und Abgeordneter der preußischen Nationalversammlung
- Dane, Karl (1886–1934), dänisch-amerikanischer Schauspieler
- Dane, Nathan (1752–1835), US-amerikanischer Politiker
- Dane, Patricia (1917–1995), amerikanische Filmschauspielerin
- Däne, Peter († 1493), römisch-katholischer Priester
- Dane, Peter (1918–1985), US-amerikanischer Schauspieler
- Dane, Peter (1921–2016), neuseeländischer Dichter, Umweltschützer und Hochschullehrer
- Dane, Warrel (1961–2017), US-amerikanischer Musiker

### Danea
- Daneau, Lambert († 1595), französisch-schweizerischer Geistlicher und Hochschullehrer

### Danec
- Daneck, Matthias (* 1965), deutscher Schlagzeuger, Komponist und Arrangeur
- Dänecke, Otto (1892–1953), deutscher Politiker (CDU der DDR), MdV
- Danecker, Odulf (1910–1980), österreichischer römisch-katholischer Ordenspriester und Propst von Stift Reichersberg
- Danecki, Janusz (* 1951), polnischer römisch-katholischer Ordensgeistlicher, Weihbischof in Campo Grande

### Danee
- Daneels, Frans (* 1941), belgischer Ordensgeistlicher, Kurienerzbischof
- Daneels, Lennerd (* 1998), belgischer Fußballspieler

### Daneg
- Danegger, Bertha (1866–1954), österreichische Schauspielerin
- Danegger, Josef (1865–1933), österreichischer Charakterdarsteller, Regisseur und Schauspielpädagoge
- Danegger, Josef (1889–1948), österreichischer Schauspieler
- Danegger, Mathilde (1903–1988), österreichische Schauspielerin
- Danegger, Theodor (1891–1959), österreichischer Schauspieler

### Daneh
- Danehl, Erich (1887–1954), deutscher Jurist, Verwaltungsbeamter und Politiker (SPD)
- Danehy, Thomas Joseph (1914–1959), US-amerikanischer römisch-katholischer Ordensgeistlicher, Apostolischer Administrator von Pando

### Danek
- Danek, Benedikt (* 1986), österreichischer Basketballspieler
- Daněk, Čeněk (1827–1893), böhmischer Unternehmer
- Danek, Georg (* 1957), österreichischer Klassischer Philologe
- Daněk, Kryštof (* 2003), tschechischer Fußballspieler
- Daněk, Ludvík (1937–1998), tschechoslowakischer Leichtathlet (Diskuswerfer)
- Daněk, Lukáš (* 1997), tschechischer Nordischer Kombinierer
- Daněk, Michal (* 1983), tschechischer Fußballtorhüter
- Daněk, Miroslav, tschechoslowakischer Skispringer
- Daněk, Oldřich (1927–2000), tschechischer Dramatiker, Schriftsteller, Regisseur und Drehbuchautor
- Daněk, Václav (* 1960), tschechischer Fußballspieler und Fußballtrainer
- Danek, Willy (1904–1972), österreichischer Schauspieler bei Bühne und Film
- Danek, Włodzimierz (1943–2022), deutscher Sportschütze
- Danekowa, Silwija (* 1983), bulgarische Langstreckenläuferin

### Danel
- Danel, Jean-Pierre (* 1968), französischer Blues- und Rock-Gitarrist, Musikproduzent und Komponist
- Danel, Pascal (1944–2024), französischer Sänger und Komponist
- Daneliczen, César (* 1962), brasilianischer Radrennfahrer
- Danelija, Georgi Nikolajewitsch (1930–2019), sowjetischer bzw. russischer Filmregisseur und Drehbuchautor
- Danelius, Ditmar (1906–1997), deutscher Kommunist in der Résistance
- Danelius, Gerhard (1913–1978), deutscher Funktionär der SED/SEW
- Danella, Utta (1920–2015), deutsche SchriftstellerinUtta Danella (1920–2015)

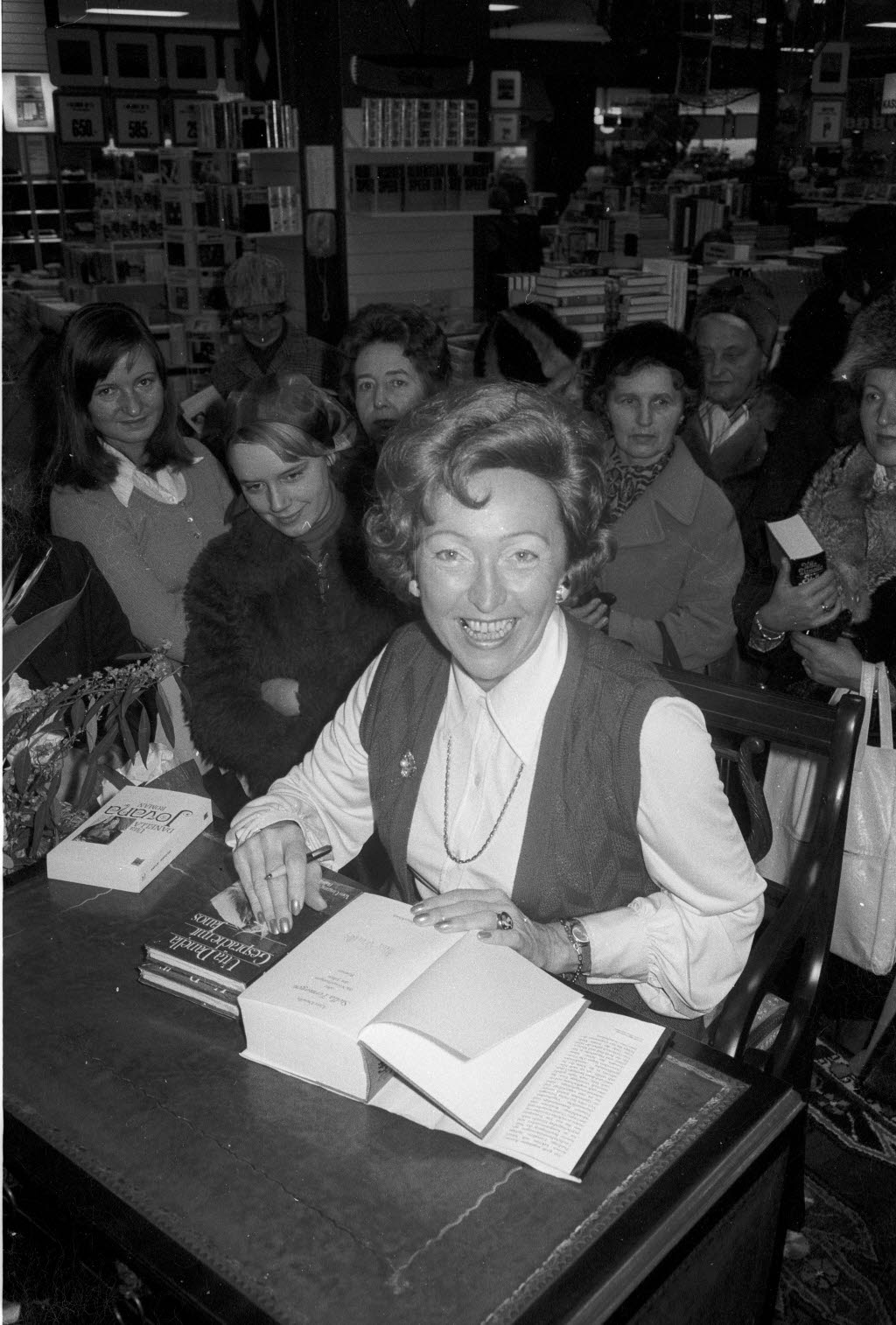
Utta Danella (1920–2015)

- Danelle, Mia, US-amerikanische Schauspielerin
- Danellis, Spyros (* 1955), griechischer Politiker der Panellinio Sosialistiko Kinima, MdEP
- Danelón, Irineu (* 1940), brasilianischer Ordensgeistlicher und emeritierter römisch-katholischer Bischof von Lins

### Danem
- Daneman, Paul (1925–2001), britischer Schauspieler
- Dänemark, Friederike Amalie von (1649–1704), dänische Prinzessin und als Ehefrau von Herzog Christian Albrecht Herzogin von Schleswig-Holstein-Gottorf
- Dänemark, Margarethe von (1456–1486), dänische Prinzessin, Königin von Schottland

### Daneo
- Daneo, Felice (1825–1890), italienischer Schriftsteller
- Daneo, Giovanni (1824–1892), italienischer Schriftsteller

### Daner
- Daner, Miray (* 1999), türkische Schauspielerin
- Daneri, Leticia (* 1934), argentinische Cantautora
- Daners, Laura (1967–2010), uruguayische Synchronschwimmerin, Journalistin und TV-Moderatorin
- Daners, Peter (1935–2020), deutscher Politiker (CDU), MdL
- Daners, Richard (1930–2018), deutsch-schweizerischer Uhrmacher
- Daners, Sebastián (* 2001), uruguayischer Hochspringer

### Danes
- Danés i Torras, Joaquim (1888–1960), katalanischer Arzt und Historiker
- Danes, Claire (* 1979), US-amerikanische SchauspielerinClaire Danes (* 1979)

Claire Danes (* 1979)

- Daneš, Jiří Viktor (1880–1928), tschechischer Geograph und Weltreisender
- Danesch, Othmar (1919–2014), österreichischer Naturfotograf
- Daneschdschu, Kamran (* 1956), iranischer Politiker und Lehrer an der Iran-Universität
- Daneschwar, Bardiya (* 2006), iranischer Schachgroßmeister
- Daneschwar, Simin (1921–2012), iranische Autorin
- Danese, Shera (* 1949), US-amerikanische Filmschauspielerin
- Danesin, Daniele (* 1985), italienischer Ruderer

### Danet
- Danet, Pierre (1650–1709), französischer Kleriker, Latinist, Hellenist, Romanist und Lexikograf
- Danet-Fauvel, Maxence (* 1993), französischer SchauspielerMaxence Danet-Fauvel (* 1993)

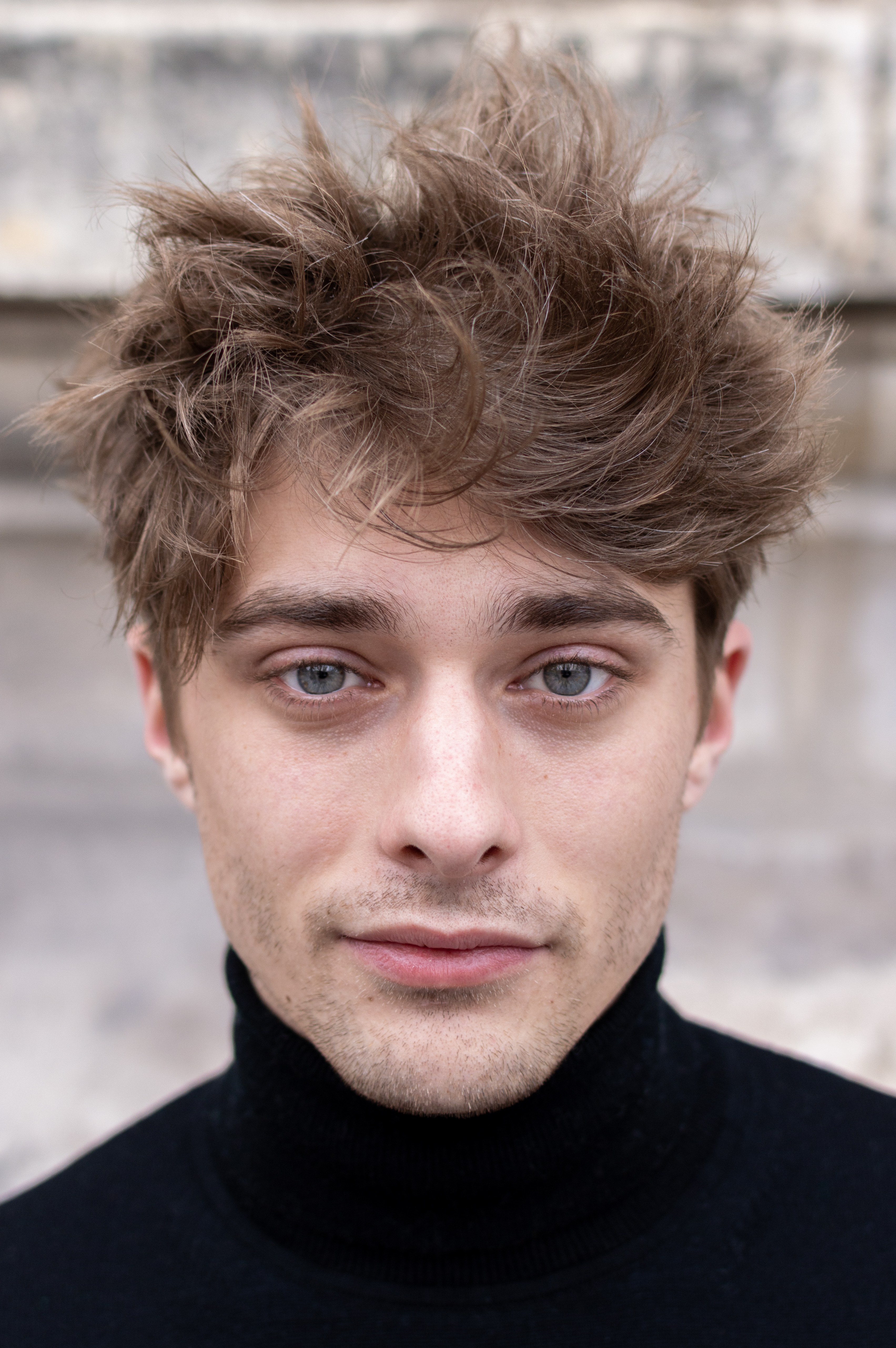
Maxence Danet-Fauvel (* 1993)

- d’Anethan, Auguste (1829–1906), belgischer Diplomat
- d’Anethan, Jules Joseph (1803–1888), belgischer Staatsmann

### Daneu
- Daneu Lattanzi, Angela (1901–1985), italienische Bibliothekarin und Handschriftenforscherin
- Daneu, Ivo (* 1937), jugoslawischer Basketballspieler

### Danev
- Danevic, Nena, US-amerikanische Filmeditorin

### Danew
- Danew, Stojan (1858–1949), bulgarischer Politiker und Ministerpräsident

### Daney
- Daney, Serge (1944–1992), französischer Filmkritiker
- Daneyko, Ken (* 1964), kanadischer Eishockeyspieler